# Карбид тримарганца
Карбид тримарганца — неорганическое соединение металла марганца и углерода с формулой Mn3C,
чёрные кристаллы,
разлагается в воде.

## Получение
- Нагревание оксида марганца(II,III) с углём:

{\displaystyle {\mathsf {Mn_{3}O_{4}+5C\ {\xrightarrow {1500^{o}C}}\ Mn_{3}C+4CO}}}
- Нагревание марганца с углём в вакууме:

{\displaystyle {\mathsf {3Mn+C\ {\xrightarrow {1600^{o}C}}\ Mn_{3}C}}}

## Физические свойства
Карбид тримарганца образует чёрные кристаллы.

## Химические свойства
- Реагирует с водой:

{\displaystyle {\mathsf {Mn_{3}C+6H_{2}O\ {\xrightarrow {}}\ 3Mn(OH)_{2}\downarrow +CH_{4}\uparrow +H_{2}\uparrow }}}